# Cầu Ngũ Đình
Cầu Ngũ Đình, còn được gọi Cầu Liên Hoa, là một cây cầu vòm bằng đá có mái che dành cho người đi bộ ở vườn quốc gia Hồ Sấu Tây ở quận Hàn Giang, thành phố Dương Châu, tỉnh Giang Tô, Trung Quốc. Đây là một trong Tứ kiều Yên vũ lâu, một trong 24 phong cảnh Dương Châu dưới thời nhà Thanh và trở thành điểm đến của thành phố.

## Tên gọi
Cây cầu có tên là "Cầu Ngũ Đình". Tên khác là "Cầu Liên Hoa", dịch từ tên gốc tiếng Trung của cây cầu. Tên cầu hoặc được đặt theo Đê Hoa Sen mà cây cầu nối vào ở phía nam hoặc các đình của cầu nhìn giống với những cánh hoa sen.

## Lịch sử

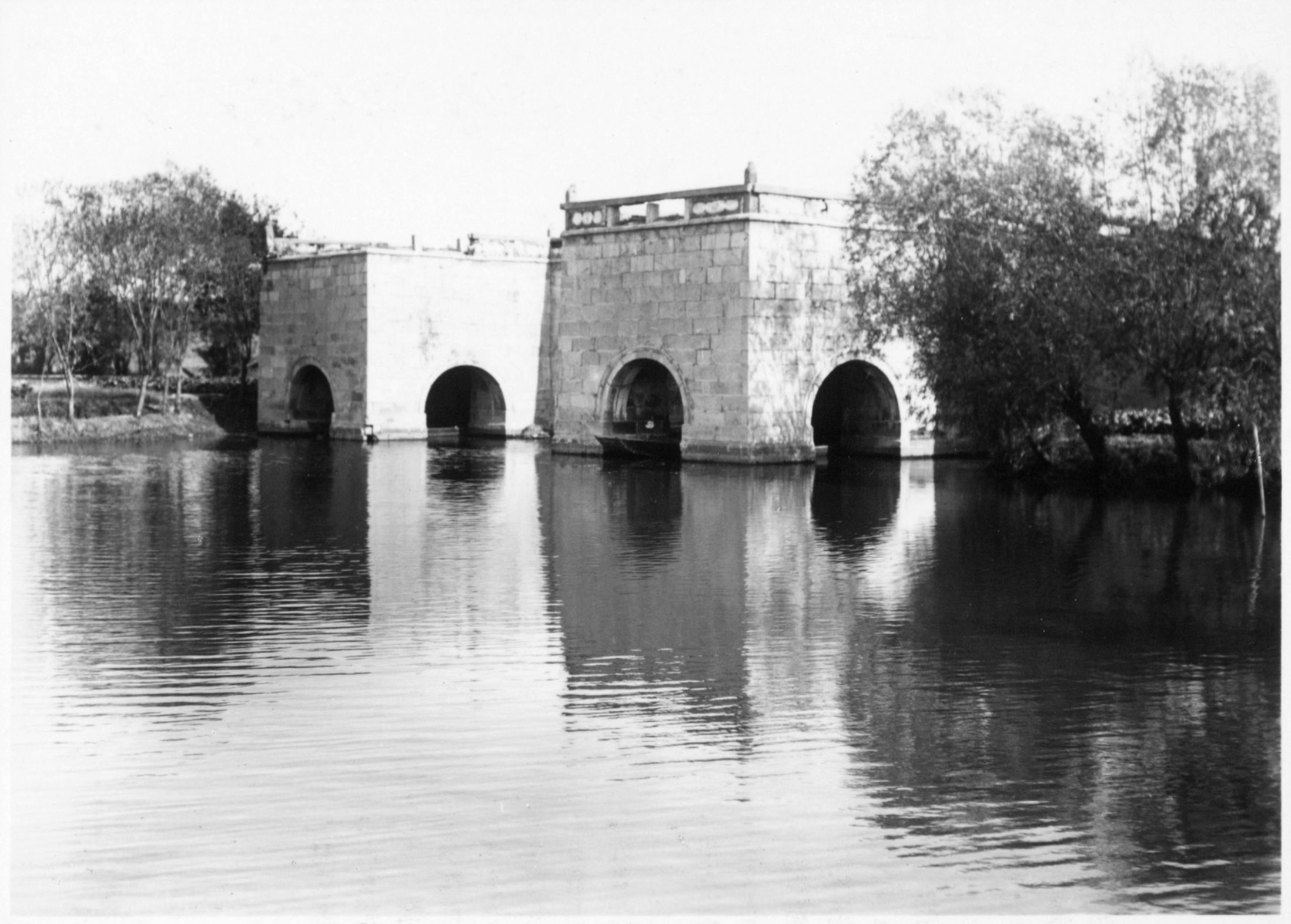
Cầu Ngũ Đình trước khi được trùng tu những năm 1930.

Cây cầu được xây dựng vào năm Càn Long thứ 22 (1757), nối các khu nhà ở bờ bắc hồ với phía sau Liên Tính tự ở phía nam. Việc xây cầu được tài trợ bởi các thương gia buôn muối địa phương để nghênh tiếp Càn Long Đế của nhà Thanh trong chuyến đến Giang Nam lần thứ hai về phía nam. Cây cầu được thiết kế theo kiểu Ngũ Long Đình ở Bắc Kinh, kết hợp với Bạch Tháp tại Liên Tính tự để mô phỏng Công viên Bắc Hải của thủ đô. Mặc dù là ví dụ điển hình của những cây cầu nhà Thanh có mái che với nhiều tên gọi khác nhau như "lang kiều", "phong vũ kiều" và "đình kiều", cây cầu được kỹ sư xây dựng nổi danh người Trung Quốc Mao Dĩ Thăng ca ngợi là "cây cầu thanh lịch và nghệ thuật nhất" của Trung Quốc.
Cây cầu bị hư hỏng nặng trong cuộc chiến giữa Thái Bình Thiên Quốc và quân Thanh trong suốt năm 1853, với các đình bị phá hủy hoàn toàn. Sau đó chúng được sửa chữa vào cuối nhà Thanh, nhưng chỉ có ba trong số năm đình còn trụ vững đến năm 1929. Cây cầu sau đó được tân trang vào các năm 1933, 1951–1953, 1956, và 1982. Với tên gọi "Cầu Liên Hoa", Cầu Ngũ Đình được khắc cùng với Bạch Tháp gần đó là Di sản văn hóa lớn thứ 533 dưới sự bảo vệ cấp quốc gia được thêm vào trong vòng đề cử thứ 6 vào ngày 25 tháng 5 năm 2006.

## Cấu trúc
Cầu Ngũ Đình dài 55,3 mét (181 ft). Cầu nằm trên 12 đế bằng đá hoa cương với nhiều kích cỡ khác nhau, nâng đỡ 15 mái vòm theo ba kiểu. Vòm lớn nhất có nhịp 7 mét (23 ft). Đình trung tâm lớn nhất được nối với bốn đình nhỏ hơn ở mỗi góc bằng lối đi có mái che. Các đình hiện nay tăng các cột màu đỏ và được che phủ bằng ngói màu vàng.

### Trích dẫn
1. ↑  Finnane (2004), tr. 194.
2. 1 2 3 4  Chen & al. (2022), tr. 389.
3. 1 2 3  Knapp (2012), tr. 190.
4. 1 2  "Five-Pavilion Bridge", Official site, Yangzhou: Slender West Lake Scenic Spot, 2023, Bản gốc lưu trữ ngày 29 tháng 1 năm 2024, truy cập ngày 12 tháng 3 năm 2024.
5. 1 2  Olivová (2009), tr. 9.
6. 1 2  Chen & al. (1986), tr. 23.
7. ↑  Meyer-Fong (2009), tr. 41–2.
8. ↑  Olivová (2009), tr. 17.
9. ↑  Snow & al. (1929), tr. 568.
10. ↑  Knapp (2012), tr. 194.
11. ↑  State Council (2006).
12. ↑  Knapp (2012), tr. 191.